# Bastardia cubensis
Bastardia cubensis là một loài thực vật có hoa trong họ Cẩm quỳ. Loài này được Gand. mô tả khoa học đầu tiên năm 1913.